# سیم‌ریفاینری
سیم‌ریفاینری (به انگلیسی: SimRefinery) یک بازی رایانه‌ای منتشر شده توسط شرکت ماکسیس است. این بازی در تاریخ ۱۹۹۳ عرضه شده و سازنده آن ماکسیس و طراح آن ویل رایت است.